# A-hus
A-huset er en hustype, hvis primære kendetegn er at taget næsten når jorden. Gavlene er således nærmest trekantede, mens husets sider domineres af de store tagflader.
| Arkitektur | Spire Denne arkitekturartikel er en spire som bør udbygges. Du er velkommen til at hjælpe Wikipedia ved at udvide den. |